# Franco Cristaldo
Franco Cristaldo (Morón, 15 de agosto de 1996) es un futbolista paraguayo de origen argentino. Juega de mediocampista y su club es actualmente Grêmio Foot-Ball Porto Alegrense, del Campeonato Brasileño de Serie A.

## Trayectoria

### Boca Juniors

#### Temporada 2015
En el comienzo de la pretemporada, Rodolfo Arruabarrena apostó a varias promesas entre los que se destacaban, además de Cristaldo, Juan Cruz Komar, Adrián Cubas, Rodrigo Betancur, Iván Leszczuk, Guido Vadalá y Cristian Pavón, a los que les dio una oportunidad en el primer equipo.
Su primera aparición oficial fue por el Campeonato de Primera División 2015, contra Atlético de Rafaela. Jugó 78 minutos y fue remplazado por Juan Manuel Martínez. El 29 de marzo hizo su primer gol oficial contra Estudiantes de La Plata por la fecha 7.

### Elche
Ya no estaba entre las prioridades del técnico Arruabarrena, por lo que pasó a préstamo por seis meses al Elche, de la Liga BBVA de España.

### Rayo Vallecano
En agosto de 2016 es cedido al Rayo Vallecano por un año.

### Defensa y Justicia
En julio de 2017 es cedido nuevamente, esta vez a Defensa y Justicia .

### San Martin (SJ)
Se sumó al equipo en préstamo donde estuvo un año (2018-2019).

### Central de Córdoba (SdE)
En préstamo durante entre 2019 y 2020. 

### Huracán
Arribó al club en el invierno de 2020. En 2021 fue comprado al Club Atlético Boca Juniors.
Cristaldo destacó entre los titulares de tanto el equipo de Frank Kudelka como en el de Diego Dabove. Se hizo notar con un gol frente al clásico rival de Huracán, San Lorenzo de Almagro, en la victoria 2 - 1, entre otras grandes individualidades.

### Gremio
Llegó a Gremio a fines de 2022 por 2.5 millones de dólares, luego de un paso muy bueno en Huracán.

## Selección nacional

### Selección Argentina Sub-17
En agosto de 2012, es convocado en la Selección Sub-17 para disputar la Copa Amistosa Ciudad de Santa Fe de la Vera Cruz en donde se consagró campeón. Si bien no fue titular, disputó varios partidos en esta competición amistosa.

### Selección Argentina Sub-20
El 6 de marzo de 2015 el entrenador del seleccionado Sub-20, Humberto Grondona, lo incluyó en la Preselección de cara a la Copa Mundial Sub-20 de Nueva Zelanda. Finalmente no fue convocado.

## Estadísticas

### Clubes
Actualizado hasta su último partido disputado el 29 de julio de 2025.
| Club                            | Div.          | Temporada     | Liga  | Liga  | Liga   | Copas nacionales | Copas nacionales | Copas nacionales | Copas internacionales | Copas internacionales | Copas internacionales | Total | Total | Total  |
| Club                            | Div.          | Temporada     | Part. | Goles | Asist. | Part.            | Goles            | Asist.           | Part.                 | Goles                 | Asist.                | Part. | Goles | Asist. |
| ------------------------------- | ------------- | ------------- | ----- | ----- | ------ | ---------------- | ---------------- | ---------------- | --------------------- | --------------------- | --------------------- | ----- | ----- | ------ |
| C. A. Boca Juniors Argentina    | 1.ª           | 2014          | 3     | 0     | 0      | —                | —                | —                | —                     | —                     | —                     | 3     | 0     | 0      |
| C. A. Boca Juniors Argentina    | 1.ª           | 2015          | 7     | 1     | 0      | —                | —                | —                | 4                     | 0                     | 0                     | 11    | 1     | 0      |
| C. A. Boca Juniors Argentina    | Total club    | Total club    | 10    | 1     | 0      | 0                | 0                | 0                | 4                     | 0                     | 0                     | 14    | 1     | 0      |
| Elche C. F. · España            | 2.ª           | 2015-16       | 18    | 1     | 0      | —                | —                | —                | —                     | —                     | —                     | 18    | 1     | 0      |
| Elche C. F. · España            | Total club    | Total club    | 18    | 1     | 0      | 0                | 0                | 0                | 0                     | 0                     | 0                     | 18    | 1     | 0      |
| Rayo Vallecano · España         | 2.ª           | 2016-17       | 12    | 1     | 0      | —                | —                | —                | —                     | —                     | —                     | 12    | 1     | 0      |
| Rayo Vallecano · España         | Total club    | Total club    | 12    | 1     | 0      | 0                | 0                | 0                | 0                     | 0                     | 0                     | 12    | 1     | 0      |
| Defensa y Justicia Argentina    | 1.ª           | 2017-18       | 9     | 0     | 0      | 3                | 0                | 0                | —                     | —                     | —                     | 12    | 0     | 0      |
| Defensa y Justicia Argentina    | Total club    | Total club    | 9     | 0     | 0      | 3                | 0                | 0                | 0                     | 0                     | 0                     | 12    | 0     | 0      |
| San Martín (SJ) Argentina       | 1.ª           | 2018-19       | 15    | 0     | 0      | 2                | 0                | 0                | —                     | —                     | —                     | 17    | 0     | 0      |
| San Martín (SJ) Argentina       | Total club    | Total club    | 15    | 0     | 0      | 2                | 0                | 0                | 0                     | 0                     | 0                     | 17    | 0     | 0      |
| Central Córdoba (SdE) Argentina | 1.ª           | 2019-20       | 17    | 0     | 0      | 4                | 0                | 0                | —                     | —                     | —                     | 21    | 0     | 0      |
| Central Córdoba (SdE) Argentina | Total club    | Total club    | 17    | 0     | 0      | 4                | 0                | 0                | 0                     | 0                     | 0                     | 21    | 0     | 0      |
| C. A. Huracán Argentina         | 1.ª           | 2020          | —     | —     | —      | 11               | 1                | 4                | —                     | —                     | —                     | 11    | 1     | 4      |
| C. A. Huracán Argentina         | 1.ª           | 2021          | 25    | 3     | 4      | 13               | 2                | 3                | —                     | —                     | —                     | 38    | 5     | 7      |
| C. A. Huracán Argentina         | 1.ª           | 2022          | 27    | 14    | 5      | 15               | 3                | 5                | —                     | —                     | —                     | 42    | 17    | 10     |
| C. A. Huracán Argentina         | Total club    | Total club    | 52    | 17    | 9      | 39               | 6                | 12               | 0                     | 0                     | 0                     | 91    | 23    | 21     |
| Grêmio F. P. A. · Brasil        | 1.ª           | 2023          | 34    | 8     | 5      | 20               | 3                | 7                | —                     | —                     | —                     | 54    | 11    | 12     |
| Grêmio F. P. A. · Brasil        | 1.ª           | 2024          | 35    | 6     | 2      | 17               | 6                | 2                | 7                     | 1                     | 1                     | 59    | 13    | 5      |
| Grêmio F. P. A. · Brasil        | 1.ª           | 2025          | 11    | 0     | 1      | 11               | 2                | 1                | 5                     | 0                     | 0                     | 27    | 2     | 2      |
| Grêmio F. P. A. · Brasil        | Total club    | Total club    | 80    | 14    | 8      | 48               | 11               | 10               | 12                    | 1                     | 1                     | 140   | 26    | 19     |
| Total carrera                   | Total carrera | Total carrera | 213   | 34    | 17     | 96               | 17               | 22               | 16                    | 1                     | 1                     | 325   | 52    | 40     |
| 1. 2.                           |               |               |       |       |        |                  |                  |                  |                       |                       |                       |       |       |        |

## Palmarés

### Campeonatos regionales
| Título            | Club            | Estado             | Año  |
| ----------------- | --------------- | ------------------ | ---- |
| Campeonato Gaúcho | Grêmio F. P. A. | Río Grande del Sur | 2023 |
| Campeonato Gaúcho | Grêmio F. P. A. | Río Grande del Sur | 2024 |
| Recopa Gaúcha     | Grêmio F. P. A. | Río Grande del Sur | 2025 |

### Campeonatos nacionales
| Título           | Equipo             | País      | Año     |
| ---------------- | ------------------ | --------- | ------- |
| Primera División | C. A. Boca Juniors | Argentina | 2015    |
| Copa Argentina   | C. A. Boca Juniors | Argentina | 2014-15 |